# Костино (Орловская область)
Костино — деревня в Малоархангельском районе Орловской области России. 
Входит в Подгородненское сельское поселение в рамках организации местного самоуправления и в Подгородненский сельсовет в рамках административно-территориального устройства.

## География
Расположена в 12 км к югу от райцентра, города Малоархангельск, в 79 км к юго-востоку от центра города Орёл.

## Население
| 2002 | 2010 |
| ---- | ---- |
| 210  | ↘171 |

Согласно результатам переписи 2002 года, в национальной структуре населения русские составляли 99 % от жителей.